# Camponotus massiliensis
Camponotus massiliensis är en myrart som beskrevs av Schmitz 1950. Camponotus massiliensis ingår i släktet hästmyror, och familjen myror. Inga underarter finns listade.